# Little Bighorn-i csata
A Little Bighorn-i csata 1876. június 25-én és 26-án zajlott le a George Armstrong Custer amerikai alezredes és hírhedt katona vezette amerikai 7. lovasezred (7th Cavalry Regiment) és az Ülő Bika vezetése alatt álló indián törzsek között.

## A csata előzményei
Custer alezredes célja az volt, hogy a dakota és a csejen törzseket visszaterelje a Dakota állam területén létesített rezervátumokba. Az indiánok azért harcoltak, mert az aranyláz miatt elűzték őket földjeikről, azokról a földekről, amit a békeszerződésekben foglalt feltételek mellett az ő birtokukban voltak. Így a lázadó indián törzsek vezérükké Ülő Bikát választották. A csata előtt Ülő Bika isteni sugallatot kapott, hogy ezt a csatát megnyerik, de ha a halott katonákat kifosztják, akkor viszont a népe elpusztul.

## A szemben álló erők

### Amerikai Egyesült Államok
Az Amerikai erők nagy részét a 7. lovasezred alkotta, amelynek parancsnoka George Armstrong Custer volt. Harcolt a polgárháborúban és nagy hírnevet szerzett magának. A háború végén egészen az alezredesi rendfokozatig jutott. Ekkor kinevezték az indiánok ellen induló 7. lovasezred parancsnokának. Az ezred létszáma a csata idején 566 lovas és 31 tiszt volt. Kiegészültek még indián kisegítőkkel, például a varjú törzsből, akik mindig is gyűlölték a lakotákat. De ezek az indiánok inkább felderítő szerepet játszottak a csapatban.

### A lakota, a sájen és az arapaho törzsek
A három törzs vezetője Ülő Bika volt. Az indiánok fő fegyverzete az íj, de az amerikaiaktól többször puskákat is zsákmányoltak a háború folyamán. Az indián hadsereg összlétszáma megközelítőleg 900 és 1800 fő között mozgott.

## A csata
Alfred Terry tábornok felderítésre küldte Custer csapatát. A csapat varjú felderítői felfedezték az indiánok táborát Little Bighorn völgyében. Mivel Custer nem tudta, hogy pontosan hány indián harcos tartózkodik ott, emiatt be kellett volna várnia Terry gyalogságát. Custer viszont, attól tartva, hogy az indiánok kicsúsznak a markából, három részre tagolta csapatait. Az elsőt Marcus Reno őrnagy vezette, aki dél felé indult. A másodikat maga Custer, egy 210 fős zászlóalj élén az északi dombok felé, a harmadikat pedig Frederick Benteen százados irányította, és délnyugat felé vette az irányt. Custer viszont csak akkor szembesült az indiánok jelentette igazi erővel, mikor Reno megindította a támadást. A 7. lovasezred 600 katonája sokkolva látta, hogy több mint 2000 lakota és csejen harcossal állnak szemben. Bár az amerikaiak támadása meglepte az indiánokat, gyors reagálásuk eredményeként azonnal ellentámadásba mentek át, és Reno csapatait bekerítették. Noha Benteen is a körzetbe érkezett, ez sem változtatott jelentősen a helyzeten. Mivel a csapata szétzilálódott, Reno parancsot adott a visszavonulásra a hegyek mögé, ahol az életükért küzdöttek. Custer csapatát nagyjából 6 és fél km-re a hegyekben kerítették be az indiánok. Custer és csapata egyaránt halálra volt ítélve, nem is élték túl a csatát. Az indiánok minden katonát megöltek Custer csapatából, még őt magát is. Azt a magaslatot, ahol a legtöbb amerikai katona lelte halálát, a csata után az „Utolsó hadállás” (Last Stand Hill) néven emlegetik ma is.

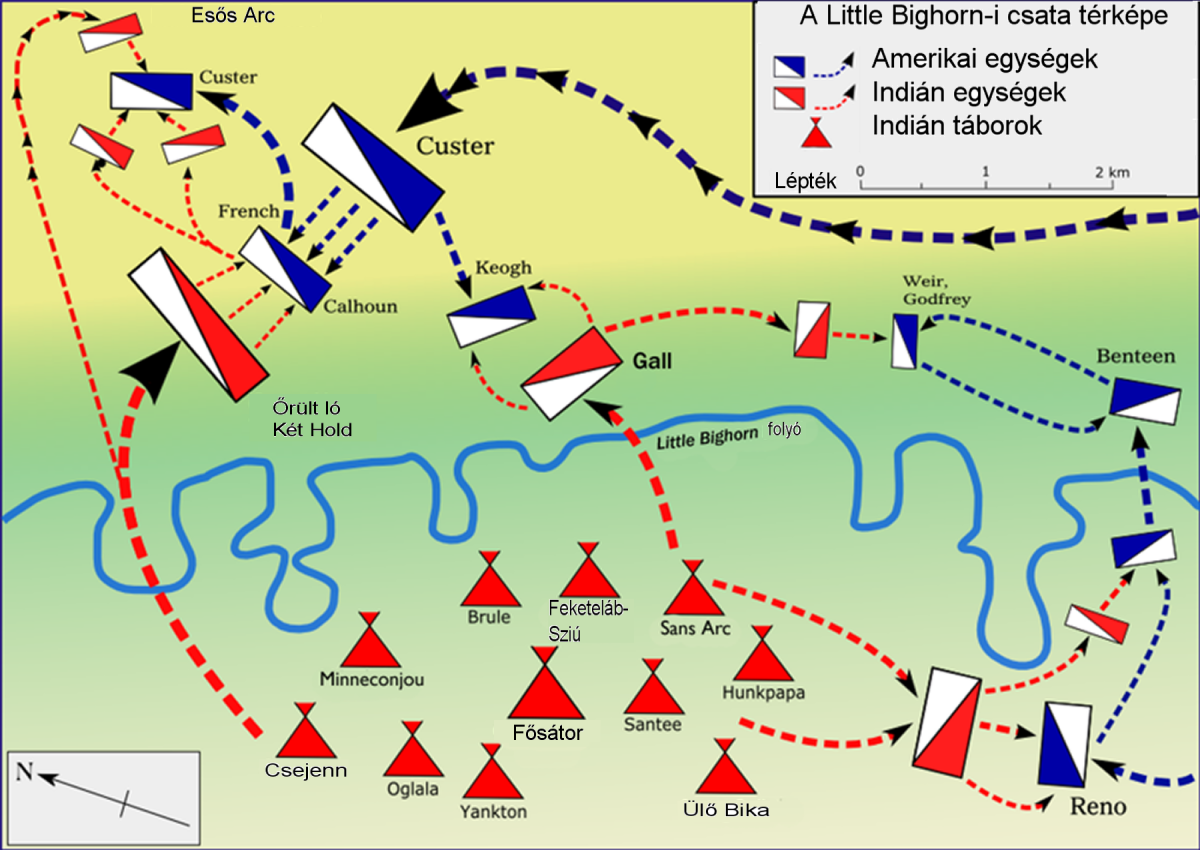
A Little Bighorn-i csata térképe

### Custer hibái
Custer a következő hibákat követte el:
- Visszautasította Terry 4 egységnyi katonáját a főcsapattól való elválás előtt. A felajánlott erősítéssel Reno valószínűleg sikeres támadást hajthatott volna végre.
- Alábecsülte az indiánok harci értékét és felosztotta erőit. Így egy legalább 2500 fős indiánsereggel kellett szembenézzen 225 katonájával.
- Túl sokat várt el katonáitól, és korán támadott. Az indiánok is elismerték, hogy mind a lovak, mind a katonák lába remegett a kimerültségtől. Emellett a csata idején forróság volt.
- Nem ismerte ellenfelei erejét és pozícióját. Emellett elvesztette a meglepetés előnyét, mivel az indiánok többet tudtak róla, mint ő az indiánokról.
- Nem sikerült elérnie a hegyhát csúcsát. Itt azonban kiemelhetjük Őrült Ló zsenialitását. A siker nem jöhetett volna létre nélküle. Jó időzítése, a fehérektől ellesett taktika remekül hatott.

## A csata következményei
A vereség és Custer halála megdöbbentette és egyben felbőszítette az amerikai közvéleményt. A győzelem viszont nem jelentett az indiánok számára sem sok jót. Bár Ülő Bika figyelmeztette harcosait, hogy semmit ne vegyenek el a halott katonáktól, azok kifosztották őket. A csata után az amerikaiak vadászatot indítottak Ülő Bika és népe ellen, akik kénytelenek lettek Kanadába menekülni. Később elfogták őket.